# 1575
Portal Geschichte | Portal Biografien | Aktuelle Ereignisse | Jahreskalender | Tagesartikel

◄ |
15. Jahrhundert |
16. Jahrhundert
| 17. Jahrhundert | ►

◄ |
1540er |
1550er |
1560er |
1570er
| 1580er | 1590er | 1600er | ►

◄◄ |
◄ |
1571 |
1572 |
1573 |
1574 |
1575
| 1576 | 1577 | 1578 | 1579 | ► | ►►
Staatsoberhäupter  · Nekrolog   · Musikjahr
| Januar | Januar | Januar | Januar | Januar | Januar | Januar | Januar |
| Kw     | Mo     | Di     | Mi     | Do     | Fr     | Sa     | So     |
| ------ | ------ | ------ | ------ | ------ | ------ | ------ | ------ |
| 52     |        |        |        |        |        | 1      | 2      |
| 1      | 3      | 4      | 5      | 6      | 7      | 8      | 9      |
| 2      | 10     | 11     | 12     | 13     | 14     | 15     | 16     |
| 3      | 17     | 18     | 19     | 20     | 21     | 22     | 23     |
| 4      | 24     | 25     | 26     | 27     | 28     | 29     | 30     |
| 5      | 31     |        |        |        |        |        |        |

| Februar | Februar | Februar | Februar | Februar | Februar | Februar | Februar |
| Kw      | Mo      | Di      | Mi      | Do      | Fr      | Sa      | So      |
| ------- | ------- | ------- | ------- | ------- | ------- | ------- | ------- |
| 5       |         | 1       | 2       | 3       | 4       | 5       | 6       |
| 6       | 7       | 8       | 9       | 10      | 11      | 12      | 13      |
| 7       | 14      | 15      | 16      | 17      | 18      | 19      | 20      |
| 8       | 21      | 22      | 23      | 24      | 25      | 26      | 27      |
| 9       | 28      |         |         |         |         |         |         |

| März | März | März | März | März | März | März | März |
| Kw   | Mo   | Di   | Mi   | Do   | Fr   | Sa   | So   |
| ---- | ---- | ---- | ---- | ---- | ---- | ---- | ---- |
| 9    |      | 1    | 2    | 3    | 4    | 5    | 6    |
| 10   | 7    | 8    | 9    | 10   | 11   | 12   | 13   |
| 11   | 14   | 15   | 16   | 17   | 18   | 19   | 20   |
| 12   | 21   | 22   | 23   | 24   | 25   | 26   | 27   |
| 13   | 28   | 29   | 30   | 31   |      |      |      |

| April | April | April | April | April | April | April | April |
| Kw    | Mo    | Di    | Mi    | Do    | Fr    | Sa    | So    |
| ----- | ----- | ----- | ----- | ----- | ----- | ----- | ----- |
| 13    |       |       |       |       | 1     | 2     | 3     |
| 14    | 4     | 5     | 6     | 7     | 8     | 9     | 10    |
| 15    | 11    | 12    | 13    | 14    | 15    | 16    | 17    |
| 16    | 18    | 19    | 20    | 21    | 22    | 23    | 24    |
| 17    | 25    | 26    | 27    | 28    | 29    | 30    |       |

| Mai | Mai | Mai | Mai | Mai | Mai | Mai | Mai |
| Kw  | Mo  | Di  | Mi  | Do  | Fr  | Sa  | So  |
| --- | --- | --- | --- | --- | --- | --- | --- |
| 17  |     |     |     |     |     |     | 1   |
| 18  | 2   | 3   | 4   | 5   | 6   | 7   | 8   |
| 19  | 9   | 10  | 11  | 12  | 13  | 14  | 15  |
| 20  | 16  | 17  | 18  | 19  | 20  | 21  | 22  |
| 21  | 23  | 24  | 25  | 26  | 27  | 28  | 29  |
| 22  | 30  | 31  |     |     |     |     |     |

| Juni | Juni | Juni | Juni | Juni | Juni | Juni | Juni |
| Kw   | Mo   | Di   | Mi   | Do   | Fr   | Sa   | So   |
| ---- | ---- | ---- | ---- | ---- | ---- | ---- | ---- |
| 22   |      |      | 1    | 2    | 3    | 4    | 5    |
| 23   | 6    | 7    | 8    | 9    | 10   | 11   | 12   |
| 24   | 13   | 14   | 15   | 16   | 17   | 18   | 19   |
| 25   | 20   | 21   | 22   | 23   | 24   | 25   | 26   |
| 26   | 27   | 28   | 29   | 30   |      |      |      |

| Juli | Juli | Juli | Juli | Juli | Juli | Juli | Juli |
| Kw   | Mo   | Di   | Mi   | Do   | Fr   | Sa   | So   |
| ---- | ---- | ---- | ---- | ---- | ---- | ---- | ---- |
| 26   |      |      |      |      | 1    | 2    | 3    |
| 27   | 4    | 5    | 6    | 7    | 8    | 9    | 10   |
| 28   | 11   | 12   | 13   | 14   | 15   | 16   | 17   |
| 29   | 18   | 19   | 20   | 21   | 22   | 23   | 24   |
| 30   | 25   | 26   | 27   | 28   | 29   | 30   | 31   |

| August | August | August | August | August | August | August | August |
| Kw     | Mo     | Di     | Mi     | Do     | Fr     | Sa     | So     |
| ------ | ------ | ------ | ------ | ------ | ------ | ------ | ------ |
| 31     | 1      | 2      | 3      | 4      | 5      | 6      | 7      |
| 32     | 8      | 9      | 10     | 11     | 12     | 13     | 14     |
| 33     | 15     | 16     | 17     | 18     | 19     | 20     | 21     |
| 34     | 22     | 23     | 24     | 25     | 26     | 27     | 28     |
| 35     | 29     | 30     | 31     |        |        |        |        |

| September | September | September | September | September | September | September | September |
| Kw        | Mo        | Di        | Mi        | Do        | Fr        | Sa        | So        |
| --------- | --------- | --------- | --------- | --------- | --------- | --------- | --------- |
| 35        |           |           |           | 1         | 2         | 3         | 4         |
| 36        | 5         | 6         | 7         | 8         | 9         | 10        | 11        |
| 37        | 12        | 13        | 14        | 15        | 16        | 17        | 18        |
| 38        | 19        | 20        | 21        | 22        | 23        | 24        | 25        |
| 39        | 26        | 27        | 28        | 29        | 30        |           |           |

| Oktober | Oktober | Oktober | Oktober | Oktober | Oktober | Oktober | Oktober |
| Kw      | Mo      | Di      | Mi      | Do      | Fr      | Sa      | So      |
| ------- | ------- | ------- | ------- | ------- | ------- | ------- | ------- |
| 39      |         |         |         |         |         | 1       | 2       |
| 40      | 3       | 4       | 5       | 6       | 7       | 8       | 9       |
| 41      | 10      | 11      | 12      | 13      | 14      | 15      | 16      |
| 42      | 17      | 18      | 19      | 20      | 21      | 22      | 23      |
| 43      | 24      | 25      | 26      | 27      | 28      | 29      | 30      |
| 44      | 31      |         |         |         |         |         |         |

| November | November | November | November | November | November | November | November |
| Kw       | Mo       | Di       | Mi       | Do       | Fr       | Sa       | So       |
| -------- | -------- | -------- | -------- | -------- | -------- | -------- | -------- |
| 44       |          | 1        | 2        | 3        | 4        | 5        | 6        |
| 45       | 7        | 8        | 9        | 10       | 11       | 12       | 13       |
| 46       | 14       | 15       | 16       | 17       | 18       | 19       | 20       |
| 47       | 21       | 22       | 23       | 24       | 25       | 26       | 27       |
| 48       | 28       | 29       | 30       |          |          |          |          |

| Dezember | Dezember | Dezember | Dezember | Dezember | Dezember | Dezember | Dezember |
| Kw       | Mo       | Di       | Mi       | Do       | Fr       | Sa       | So       |
| -------- | -------- | -------- | -------- | -------- | -------- | -------- | -------- |
| 48       |          |          |          | 1        | 2        | 3        | 4        |
| 49       | 5        | 6        | 7        | 8        | 9        | 10       | 11       |
| 50       | 12       | 13       | 14       | 15       | 16       | 17       | 18       |
| 51       | 19       | 20       | 21       | 22       | 23       | 24       | 25       |
| 52       | 26       | 27       | 28       | 29       | 30       | 31       |          |

| Januar | Januar | Januar | Januar | Januar | Januar | Januar | Januar |
| Kw     | Mo     | Di     | Mi     | Do     | Fr     | Sa     | So     |
| ------ | ------ | ------ | ------ | ------ | ------ | ------ | ------ |
| 52     |        |        |        |        |        | 1      | 2      |
| 1      | 3      | 4      | 5      | 6      | 7      | 8      | 9      |
| 2      | 10     | 11     | 12     | 13     | 14     | 15     | 16     |
| 3      | 17     | 18     | 19     | 20     | 21     | 22     | 23     |
| 4      | 24     | 25     | 26     | 27     | 28     | 29     | 30     |
| 5      | 31     |        |        |        |        |        |        |

| Februar | Februar | Februar | Februar | Februar | Februar | Februar | Februar |
| Kw      | Mo      | Di      | Mi      | Do      | Fr      | Sa      | So      |
| ------- | ------- | ------- | ------- | ------- | ------- | ------- | ------- |
| 5       |         | 1       | 2       | 3       | 4       | 5       | 6       |
| 6       | 7       | 8       | 9       | 10      | 11      | 12      | 13      |
| 7       | 14      | 15      | 16      | 17      | 18      | 19      | 20      |
| 8       | 21      | 22      | 23      | 24      | 25      | 26      | 27      |
| 9       | 28      |         |         |         |         |         |         |

| März | März | März | März | März | März | März | März |
| Kw   | Mo   | Di   | Mi   | Do   | Fr   | Sa   | So   |
| ---- | ---- | ---- | ---- | ---- | ---- | ---- | ---- |
| 9    |      | 1    | 2    | 3    | 4    | 5    | 6    |
| 10   | 7    | 8    | 9    | 10   | 11   | 12   | 13   |
| 11   | 14   | 15   | 16   | 17   | 18   | 19   | 20   |
| 12   | 21   | 22   | 23   | 24   | 25   | 26   | 27   |
| 13   | 28   | 29   | 30   | 31   |      |      |      |

| April | April | April | April | April | April | April | April |
| Kw    | Mo    | Di    | Mi    | Do    | Fr    | Sa    | So    |
| ----- | ----- | ----- | ----- | ----- | ----- | ----- | ----- |
| 13    |       |       |       |       | 1     | 2     | 3     |
| 14    | 4     | 5     | 6     | 7     | 8     | 9     | 10    |
| 15    | 11    | 12    | 13    | 14    | 15    | 16    | 17    |
| 16    | 18    | 19    | 20    | 21    | 22    | 23    | 24    |
| 17    | 25    | 26    | 27    | 28    | 29    | 30    |       |

| Mai | Mai | Mai | Mai | Mai | Mai | Mai | Mai |
| Kw  | Mo  | Di  | Mi  | Do  | Fr  | Sa  | So  |
| --- | --- | --- | --- | --- | --- | --- | --- |
| 17  |     |     |     |     |     |     | 1   |
| 18  | 2   | 3   | 4   | 5   | 6   | 7   | 8   |
| 19  | 9   | 10  | 11  | 12  | 13  | 14  | 15  |
| 20  | 16  | 17  | 18  | 19  | 20  | 21  | 22  |
| 21  | 23  | 24  | 25  | 26  | 27  | 28  | 29  |
| 22  | 30  | 31  |     |     |     |     |     |

| Juni | Juni | Juni | Juni | Juni | Juni | Juni | Juni |
| Kw   | Mo   | Di   | Mi   | Do   | Fr   | Sa   | So   |
| ---- | ---- | ---- | ---- | ---- | ---- | ---- | ---- |
| 22   |      |      | 1    | 2    | 3    | 4    | 5    |
| 23   | 6    | 7    | 8    | 9    | 10   | 11   | 12   |
| 24   | 13   | 14   | 15   | 16   | 17   | 18   | 19   |
| 25   | 20   | 21   | 22   | 23   | 24   | 25   | 26   |
| 26   | 27   | 28   | 29   | 30   |      |      |      |

| Juli | Juli | Juli | Juli | Juli | Juli | Juli | Juli |
| Kw   | Mo   | Di   | Mi   | Do   | Fr   | Sa   | So   |
| ---- | ---- | ---- | ---- | ---- | ---- | ---- | ---- |
| 26   |      |      |      |      | 1    | 2    | 3    |
| 27   | 4    | 5    | 6    | 7    | 8    | 9    | 10   |
| 28   | 11   | 12   | 13   | 14   | 15   | 16   | 17   |
| 29   | 18   | 19   | 20   | 21   | 22   | 23   | 24   |
| 30   | 25   | 26   | 27   | 28   | 29   | 30   | 31   |

| August | August | August | August | August | August | August | August |
| Kw     | Mo     | Di     | Mi     | Do     | Fr     | Sa     | So     |
| ------ | ------ | ------ | ------ | ------ | ------ | ------ | ------ |
| 31     | 1      | 2      | 3      | 4      | 5      | 6      | 7      |
| 32     | 8      | 9      | 10     | 11     | 12     | 13     | 14     |
| 33     | 15     | 16     | 17     | 18     | 19     | 20     | 21     |
| 34     | 22     | 23     | 24     | 25     | 26     | 27     | 28     |
| 35     | 29     | 30     | 31     |        |        |        |        |

| September | September | September | September | September | September | September | September |
| Kw        | Mo        | Di        | Mi        | Do        | Fr        | Sa        | So        |
| --------- | --------- | --------- | --------- | --------- | --------- | --------- | --------- |
| 35        |           |           |           | 1         | 2         | 3         | 4         |
| 36        | 5         | 6         | 7         | 8         | 9         | 10        | 11        |
| 37        | 12        | 13        | 14        | 15        | 16        | 17        | 18        |
| 38        | 19        | 20        | 21        | 22        | 23        | 24        | 25        |
| 39        | 26        | 27        | 28        | 29        | 30        |           |           |

| Oktober | Oktober | Oktober | Oktober | Oktober | Oktober | Oktober | Oktober |
| Kw      | Mo      | Di      | Mi      | Do      | Fr      | Sa      | So      |
| ------- | ------- | ------- | ------- | ------- | ------- | ------- | ------- |
| 39      |         |         |         |         |         | 1       | 2       |
| 40      | 3       | 4       | 5       | 6       | 7       | 8       | 9       |
| 41      | 10      | 11      | 12      | 13      | 14      | 15      | 16      |
| 42      | 17      | 18      | 19      | 20      | 21      | 22      | 23      |
| 43      | 24      | 25      | 26      | 27      | 28      | 29      | 30      |
| 44      | 31      |         |         |         |         |         |         |

| November | November | November | November | November | November | November | November |
| Kw       | Mo       | Di       | Mi       | Do       | Fr       | Sa       | So       |
| -------- | -------- | -------- | -------- | -------- | -------- | -------- | -------- |
| 44       |          | 1        | 2        | 3        | 4        | 5        | 6        |
| 45       | 7        | 8        | 9        | 10       | 11       | 12       | 13       |
| 46       | 14       | 15       | 16       | 17       | 18       | 19       | 20       |
| 47       | 21       | 22       | 23       | 24       | 25       | 26       | 27       |
| 48       | 28       | 29       | 30       |          |          |          |          |

| Dezember | Dezember | Dezember | Dezember | Dezember | Dezember | Dezember | Dezember |
| Kw       | Mo       | Di       | Mi       | Do       | Fr       | Sa       | So       |
| -------- | -------- | -------- | -------- | -------- | -------- | -------- | -------- |
| 48       |          |          |          | 1        | 2        | 3        | 4        |
| 49       | 5        | 6        | 7        | 8        | 9        | 10       | 11       |
| 50       | 12       | 13       | 14       | 15       | 16       | 17       | 18       |
| 51       | 19       | 20       | 21       | 22       | 23       | 24       | 25       |
| 52       | 26       | 27       | 28       | 29       | 30       | 31       |          |

## Ereignisse

### Politik und Weltgeschehen

#### Osteuropa

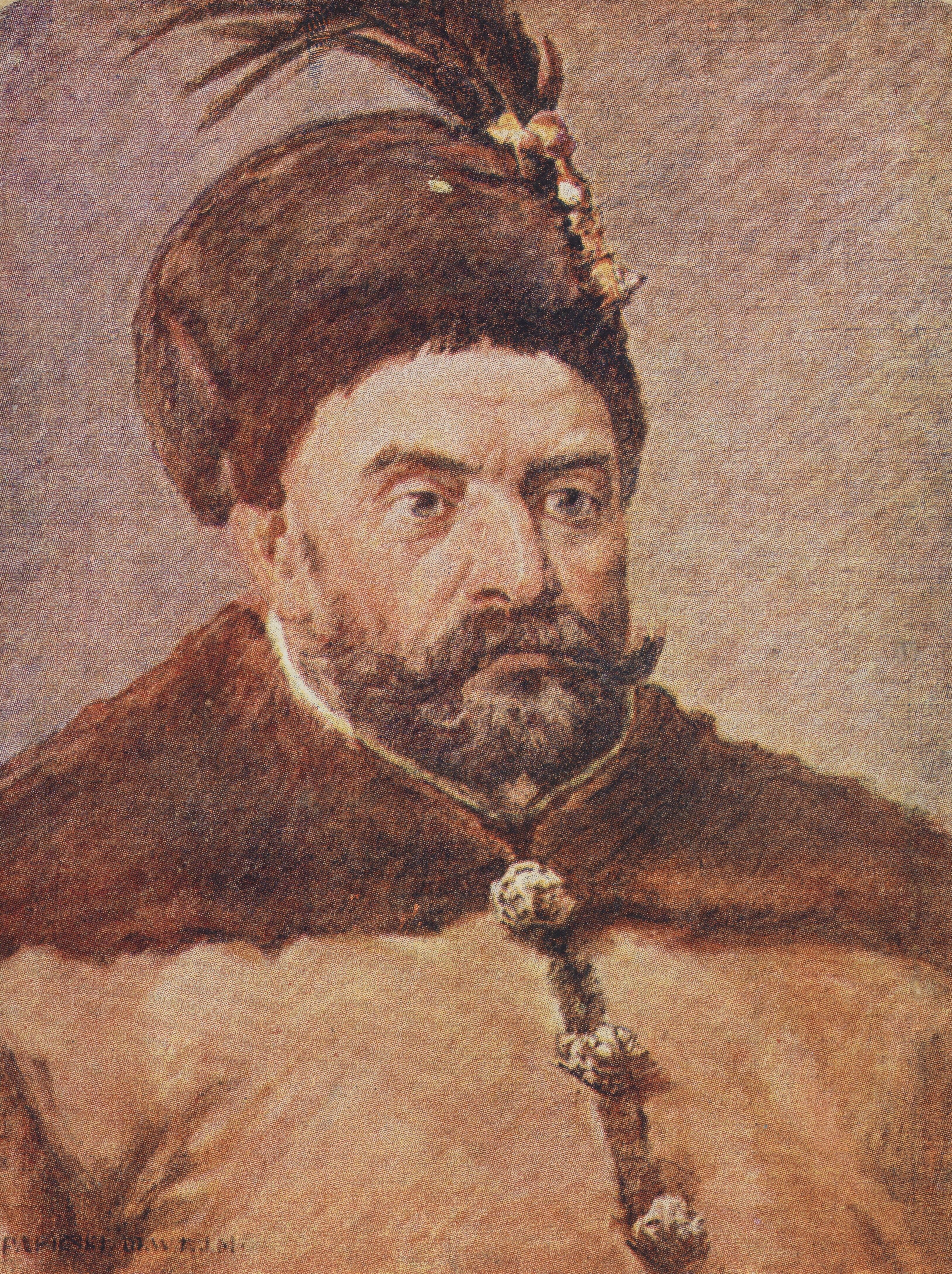
Stephan Báthory

- 10. Juli: Der Siebenbürger Fürst Stephan Báthory siegt bei Kerelőszentpál über die Truppen des von seinem Vorgänger zum Thronprätendenten bestimmten Gáspár Békés.
- 15. Dezember: Anna Jagiellonica wird zum „König“ von Polen und „Großfürst“ von Litauen, Staatsoberhaupt von Polen-Litauen aus eigenem Recht gewählt. Da sie unverheiratet ist, beginnt gleichzeitig die Suche nach einem geeigneten Gemahl für sie.
- Siebenbürgen muss jährlich 15.000 Goldgulden Tribut an das osmanische Reich entrichten.

#### Heiliges Römisches Reich
- 7. September: Der Habsburger Rudolf II., Sohn von Kaiser Maximilian II., wird zum König von Böhmen gewählt und am 22. September im Prager Veitsdom gekrönt.
- 27. Oktober: Rudolf II. wird in Regensburg zum römisch-deutschen König gewählt und am 1. November gekrönt.

#### Dänemark
- Die Ostseeinsel Bornholm, die 50 Jahre lang an Lübeck verpfändet war, fällt wieder an die dänische Krone zurück.

#### Asien
- 28. Juni: Vor der japanischen Festung Nagashino bezwingt das Heer des Kriegsherren Oda Nobunaga in der Schlacht von Nagashino die Samuraiarmee des Takeda-Clans dank des erstmaligen massiven Einsatzes von Feuerwaffen.
- Juan de Salcedo erobert die im Vorjahr von dem chinesischen Piraten Lin Feng zerstörte spanische Festung Fuerte de Santiago in Intramuros im heutigen Manila auf den Philippinen zurück. Lin Feng muss sich mit seinen Männern nach Pangasinan zurückziehen, wo er wenig später gefasst und auf dem Scheiterhaufen hingerichtet wird.

#### Afrika
Am 11. Februar landet der portugiesische Kapitän Paulo Dias de Novais mit einer ersten Gruppe portugiesischer Siedler an der Ilha do Cabo und errichten die Kirche Nossa Senhora do Cabo. Es sind insgesamt rund 700 Personen, darunter 350 bewaffnete Männer, Geistliche, Kaufleute und Beamte. Da die Lage der Ilha do Cabo ungünstige Bedingungen zur Verteidigung bietet, lassen sich die Siedler auf dem gegenüber liegenden Morro de São Miguel nieder. Dort entsteht im Folgejahr der Stützpunkt Luanda, die heutige Hauptstadt Angolas.

### Wirtschaft
- 1. September: König Philipp II. erklärt – nach 1557 – ein zweites Mal den Staatsbankrott Spaniens.

### Wissenschaft und Technik
Die Universität Leiden wird am 8. Februar durch Wilhelm I. von Nassau-Oranien gegründet, nachdem gegen Ende des Vorjahres die spanischen Belagerer im Achtzigjährigen Krieg ergebnislos abziehen mussten. Sie wird damit zur ersten Hochschule der aufständischen Niederlande, aus denen sich 1581 die Republik der Sieben Vereinigten Provinzen entwickeln wird. 
- 29. Juni: Die Academia norica in Altdorf bei Nürnberg nimmt den Lehrbetrieb auf.
- In Kopenhagen wird die Deutsche Schule St. Petri gegründet. In den ersten zwei Jahrhunderten ihrer Existenz ist sie eine Armenschule.
- Der Kartograf Arnold Mercator schafft die Karte Grenzen des Bergischen Amtes Windeck und der Herrschaft Homburg.

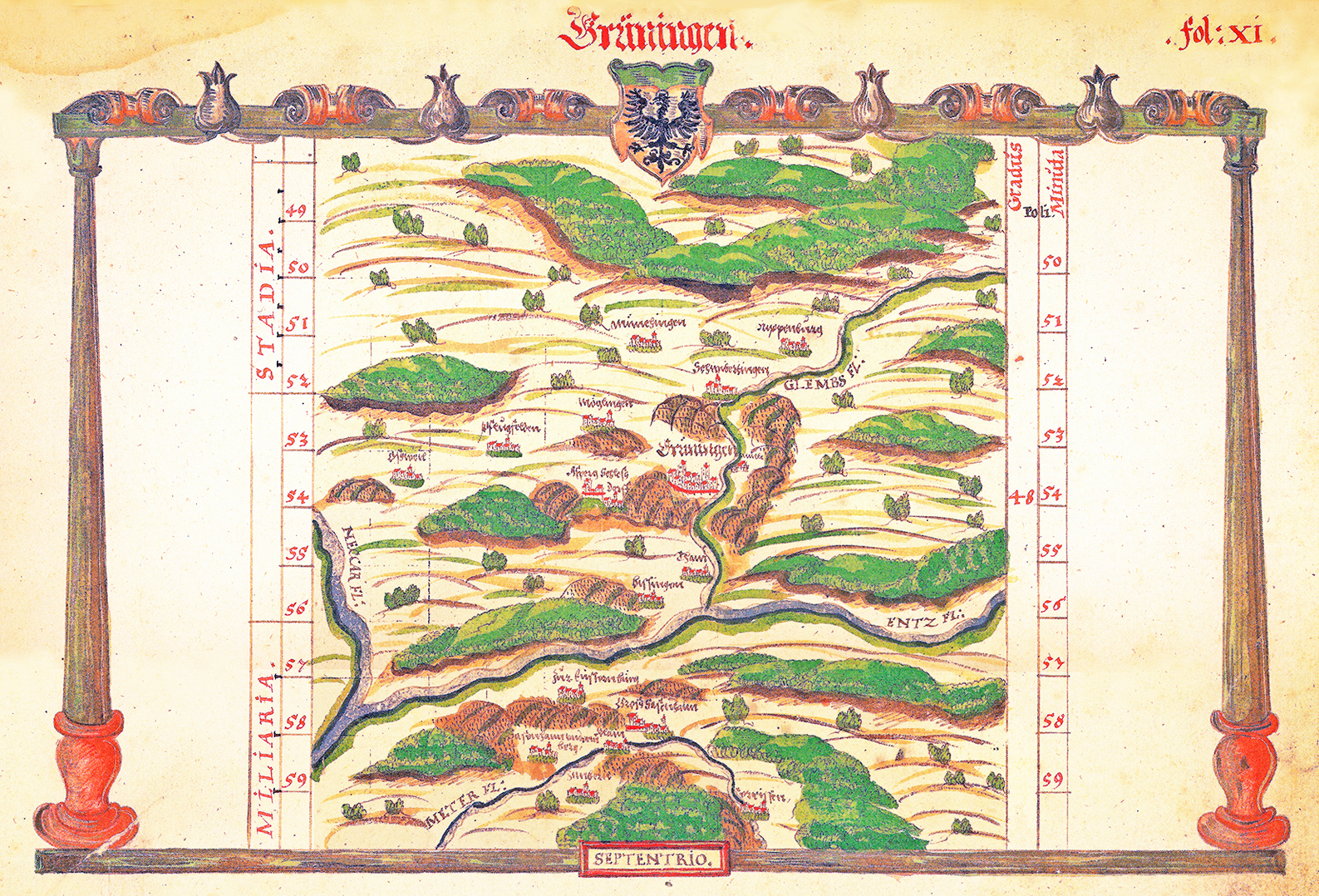
Gesüdete Karte des Amts Grüningen

- Heinrich Schweickher veröffentlicht den aus 51 gesüdeten Karten bestehenden ersten Atlas des Herzogtums Württemberg.

### Kultur

#### Schachspiel

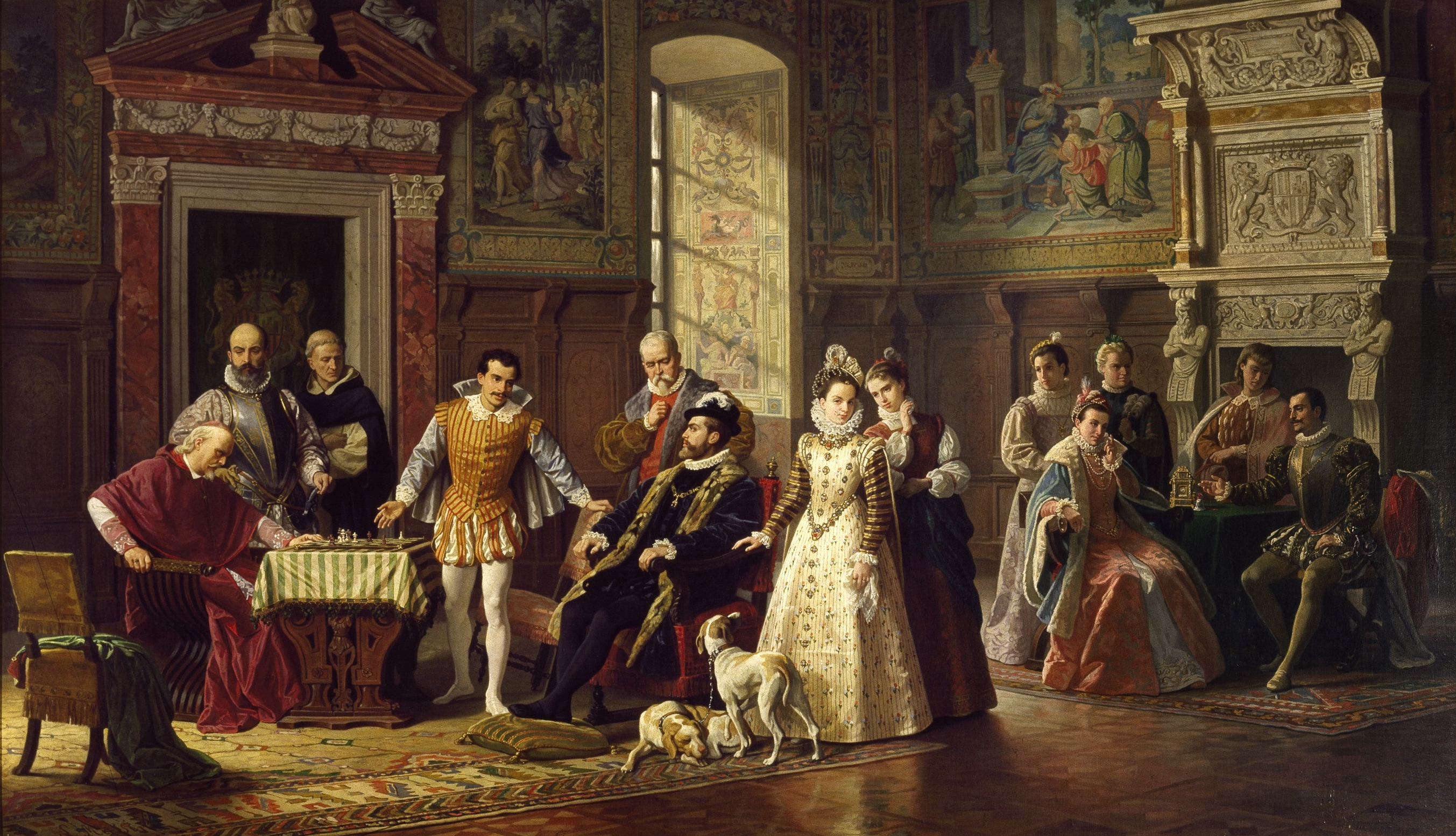
Erstes internationales Schachturnier am Hofe König Philipps II. von Spanien 1575, Gemälde von Luigi Mussini (1886)

Der Spanier Ruy López de Segura, der als bester Schachspieler der Welt gilt, wird beim ersten internationalen Schachturnier der Geschichte am Hofe des spanischen Königs Philipp II. in Madrid vom Sizilianer Giovanni Leonardo da Cutro geschlagen. Dieser gewinnt im Entscheidungsspiel gegen seinen Landsmann Paolo Boi. Da Cutro reist anschließend nach Portugal weiter und besiegt in Lissabon auch den portugiesischen Schachmeister El Morro.

### Gesellschaft
- 12. Juni: Wilhelm I. von Oranien-Nassau heiratet in Den Briel seine dritte Frau Charlotte de Bourbon-Montpensier.

### Religion
- 15. Juli: Mit der Bulle Copiosus in misericordia Deus  bestätigt Papst Gregor XIII. die von Philipp Neri gegründete Kongregation des Oratoriums.
- Die Confessio Bohemica, eine evangelische Bekenntnisschrift, entsteht und wird Kaiser Maximilian II. übergeben, der diese allerdings nur mündlich akzeptiert.
- Der mongolische Herrscher Altan Khan gründet das Meidaizhao-Kloster als Stadtkloster und Festung. Es ist das erste buddhistische Kloster in der mongolischen Steppe.

### Katastrophen
- 16. Dezember: Die südchilenische Stadt Valdivia wird durch ein Erdbeben zerstört. Abrutschende Erdmassen stauen den Abfluss des Riñihue-Sees und verursachen vier Monate später eine Überflutung der Stadt.
- Die Pest wütet wieder in Europa und Deutschland. In Venedig sterben bis 1577 allein mehr als 45.000 Menschen, fast ein Drittel der Bewohner, an der Krankheit.

## Historische Karten und Ansichten

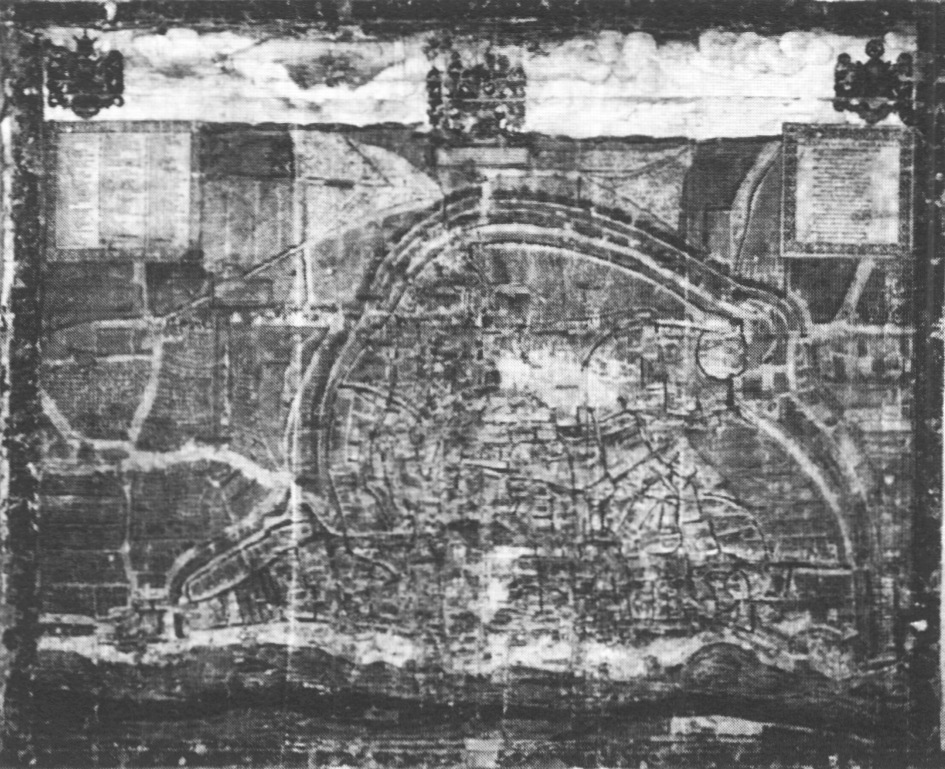
Mainz 1575, Gottfried Mascop

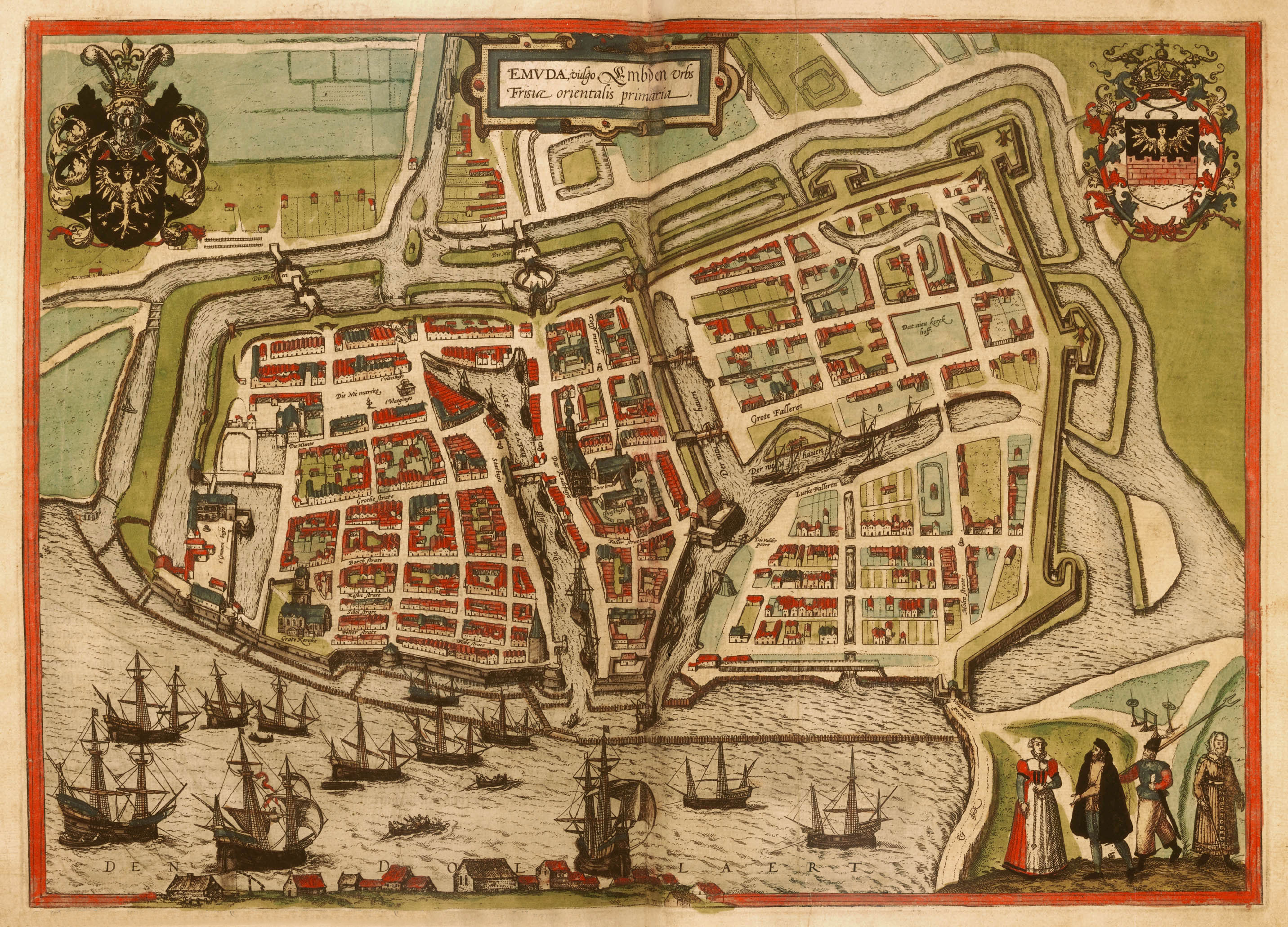
Emden 1575

## Geboren

### Geburtsdatum gesichert
- 22. Januar: Louis III. de Lorraine-Guise, Erzbischof von Reims und Kardinal († 1621)
- 04. Februar: Pierre de Bérulle, französischer Theologe und Kardinal († 1629)
- 14. Februar: Giovanni Andrea Donducci, italienischer Maler († 1655)
- 27. Februar: Johann Adolf, Fürstbischof von Lübeck, Erwählter Erzbischof von Bremen und Hamburg sowie Herzog von Schleswig-Holstein-Gottorf († 1616)
- 21. April: Francesco Molin, 99. Doge von Venedig († 1655)

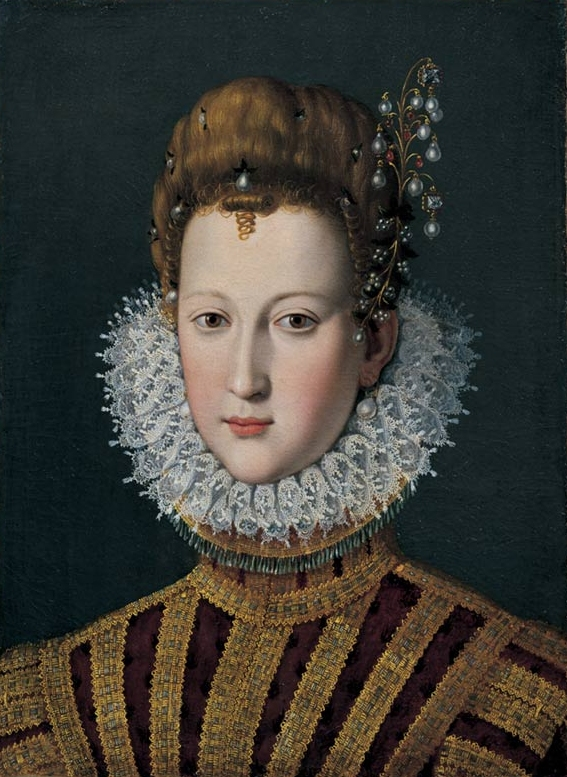
Maria de’ Medici

- 26. April: Maria de’ Medici, Regentin des französischen Königreichs († 1642)
- 01. Mai: Wilhelm Schmuck, deutscher Rechtswissenschaftler († 1634)
- 04. Juni: Gwanghaegun, 15. König der Joseon-Dynastie in Korea († 1641)
- 14. Juli: August, Fürst von Anhalt-Plötzkau († 1653)
- 26. Juli: Anna Katharina von Brandenburg, Königin von Dänemark und Norwegen († 1612)
- 12. August: Johann Gottfried I. von Aschhausen, Fürstbischof von Würzburg und Bamberg († 1622)
- 18. August: Anna Maria von Pfalz-Neuburg, Herzogin von Sachsen-Weimar († 1643)
- 22. September: Vittoria Raffaella Aleotti, italienische Komponistin und Organistin († verm. nach 1646)
- 07. Oktober: Hans Hutschenreuther, erzgebirgischer Hammerherr († 1657)
- 24. Oktober: Pierre de Conty d’Argencour, französischer Festungsbaumeister († 1655)
- 02. November: Wolfgang Werther Mühlpfordt, deutscher Rechtswissenschaftler († 1623)
- 04. November: Guido Reni, italienischer Maler und Radierer († 1642)
- 17. November: Friedrich Balduin, lutherischer Theologe († 1627)
- 18. Dezember: Michelangelo Galilei, italienischer Komponist und Lautenist des Frühbarock († 1631)

### Genaues Geburtsdatum unbekannt
- Jakob Böhme, deutscher Theologe, Philosoph und Schriftsteller († 1624)
- Hans Jakob Dünz (I.), Schweizer Maler, Kupferstecher, Illustrator und Chorwaibel († 1649)
- Anna Maria, Fürstin von Liechtenstein, Herzogin von Troppau und Herzogin von Jägerndorf († 1625)
- Rambold XIII. von Collalto, Generalissimus der Katholischen Liga († 1630)
- Johann Andreas Rauch, deutscher Maler und Kartograph († um 1632)
- Arbella Stuart, englische Adelige, Nichte der Maria Stuart († 1615)
- John White, anglikanischer Geistlicher und Unterstützer der Pilgerväter († 1648)
- Johan van Valckenburgh, niederländischer Ingenieur und Festungsbaumeister († 1625)

### Geboren um 1575
- John Bennet, englischer Komponist († nach 1614)
- Humphrey Salwey, englischer Politiker († 1652)
- Jakub Horčický z Tepence, böhmischer Mediziner, Pharmazeut und Chemiker († 1622)

## Gestorben

### Erstes Halbjahr
- 04. Januar: Sidonie von Sachsen, Herzogin zu Braunschweig-Lüneburg und Fürstin von Calenberg-Göttingen (* 1518)
- 07. Januar: Wilhelm Werner von Zimmern, deutscher Historiker und Jurist (* 1485)
- 12. Januar: Georg Agricola, deutscher Pädagoge und Mediziner (* um 1530)
- 15. Januar: Barbara Uthmann, deutsche Unternehmerin (* um 1514)
- 22. Januar: James Hamilton, 2. Earl of Arran, schottischer Adeliger und Regent für Maria Stuart
- 02. Februar: John Parkhurst, Bischof von Norwich (* 1512)
- 07. Februar: Anne Marie von Ziegler, deutsche Adelige, Betrügerin und Alchimistin (* um 1545)
- 09. Februar: Karl Friedrich von Jülich-Kleve-Berg, Erbprinz der Herzogtümer Jülich, Kleve und Berg (* 1555)
- 17. Februar: Cesare I. Gonzaga, Graf von Guastalla und Herzog von Amalfi (* 1536)

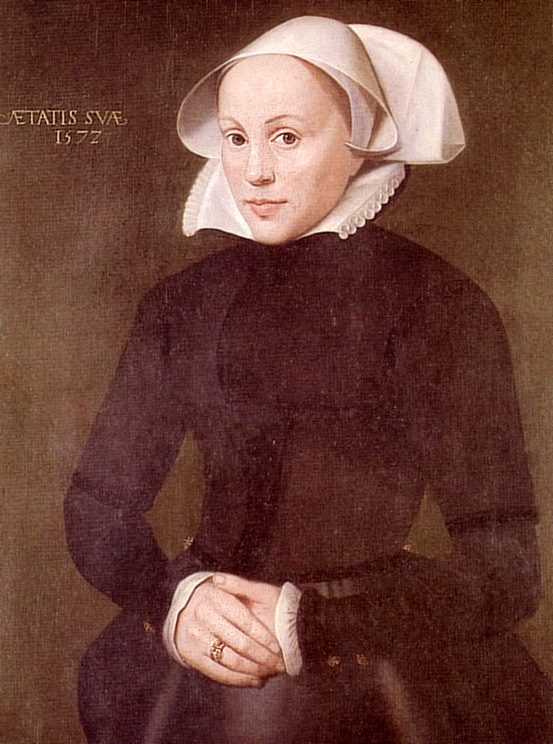
Maria von Jever

- 20. Februar: Maria von Jever, letzte Regentin der Herrschaft Jever aus dem Häuptlingsgeschlecht der Wiemkens (* 1500)
- 21. Februar: Claudia von Valois, französische Prinzessin und Herzogin von Lothringen (* 1547)
- 09. März: Wolfgang Wissenburg, Schweizer Reformator, Geograph und Hochschullehrer (* 1496)
- 11. März: Matthias Flacius, lutherischer Theologe und Reformator (* 1520)
- 12. März: Erich V., Graf von Hoya (* 1535)
- 17. März: Georg Cracow, deutscher Jurist und Staatsmann (* 1525)
- 13. Mai: Balthasar Siegel, deutscher frühkapitalistischer Unternehmer (* 1534)
- 17. Mai: Matthew Parker, Erzbischof von Canterbury (* 1504)
- 28. Mai: Sophia Jagiellonica, Herzogin von Braunschweig-Wolfenbüttel (* 1522)
- 04. Juni: Johann Eglof von Knöringen, Bischof von Augsburg (* 1537)
- 10. Juni: Valentin Thau, deutscher Mathematiker, Astronom und Jurist (* 1531)
- 14. Juni: Constantino de Bragança, Vizekönig von Portugiesisch-Indien (* 1528)
- 29. Juni: Baba Nobuharu, japanischer Samurai
- 29. Juni: Kawakubo Nobuzane, japanischer Samurai und Mitglied des Takeda-Clans

### Zweites Halbjahr
- 14. Juli: Johann Jakob Fugger, Augsburger Kaufmann und Mäzen (* 1516)
- 15. Juli: Eleonora d’Este, Adelige aus dem Herzogtum Ferrara (* 1515)
- 22. Juli: Franciscus Maurolicus, italienischer Universalgelehrter (* 1494)

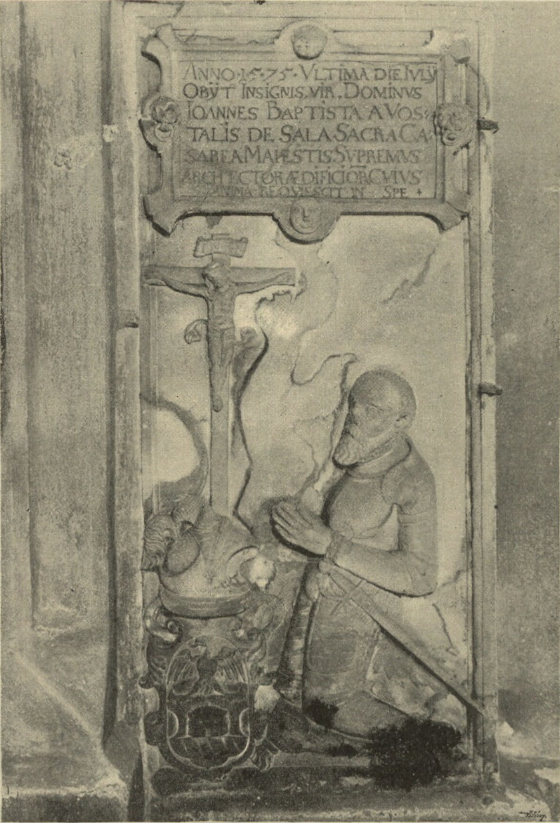
Grabplatte Giovanni Aostallis in der Heilig-Kreuz-Kirche von Poděbrady

- 30. Juli: Giovanni Battista Aostalli, Tessiner Baumeister (* um 1510)

- 26. August: Johann Sutel, deutscher evangelischer Theologe und Reformator (* 1504)
- 01. September: Johannes Haller der Jüngere, Schweizer evangelischer Theologe und Reformator (* 1523)
- 17. September: Heinrich Bullinger, Schweizer Reformator und während 44 Jahren Antistes der Zürcher reformierten Kirche (* 1504)
- 22. September: Herbard VIII. von Auersperg, Landeshauptmann von Krain (* 1528)
- 24. September: Anna von Oldenburg, Gräfin und Regentin von Ostfriesland (* 1501)

- 08. Oktober: Jan Massys, flämischer Maler (* um 1509)
- 17. Oktober: Balthasar Aff, Bürgermeister der Stadt Heilbronn
- 20. Oktober: Cornelis Floris II., flämischer Bildhauer, Architekt und Entwerfer für den Ornamentenstich (* 1514)
- 21. Oktober: Kaspar Eberhard, deutscher lutherischer Theologe und Pädagoge (* 1523)
- 24. Oktober: Peder Oxe, dänischer Reichsrat und Reichshofmeister (* 1520)

- 02. November: Sabina von Brandenburg-Ansbach, Kurfürstin von Brandenburg (* 1529)
- 07. November: Alexander von Suchten, Danziger Arzt, Alchemist und Dichter (* um 1520)
- 18. November: Johannes Aurifaber, deutscher lutherischer Theologe (* um 1519)

- 01. Dezember: Diogo de Paiva de Andrade, portugiesischer katholischer Theologe (* 1528)
- vor 15. Dezember: Peter Carew, englischer Abenteurer, Militär und Politiker (* um 1510)

### Genaues Todesdatum unbekannt
- Pieter Aertsen, niederländischer Maler (* um 1509)
- Wendel Ans, Bürgermeister der Stadt Heilbronn
- Anna Bijns, niederländische Schriftstellerin (* 1493)
- Lin Feng, chinesischer Warlord und Pirat
- Camillo Renato, italienischer Franziskaner, Lehrer und Täufer (* um 1500)
- Erasmus Oswald Schreckenfuchs deutscher Mathematiker und Astronom, Rhetoriker, Humanist und Hebraist (* 1511)